# 兹翁科·彼得里切维奇
兹翁科·彼得里切维奇（1940年7月26日—2009年1月20日），克罗地亚男子篮球运动员。他曾代表南斯拉夫国家队参加1960年和1964年夏季奥林匹克运动会篮球比赛，分别获得第六名和第七名。